# A Question of Honor

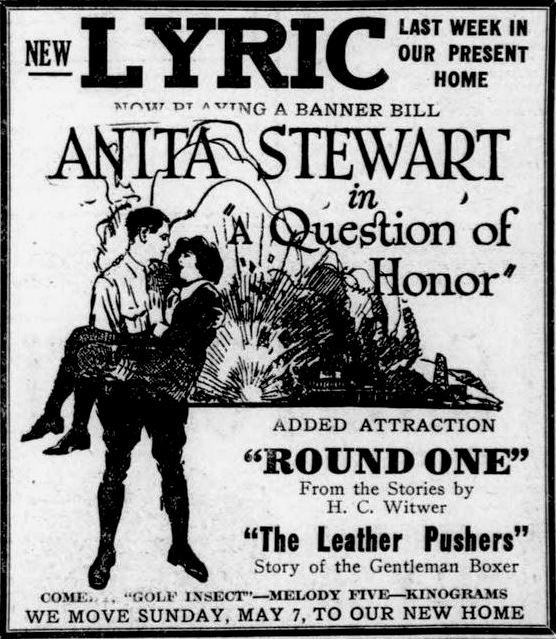
Annonce pour le film dans le Duluth Herald.

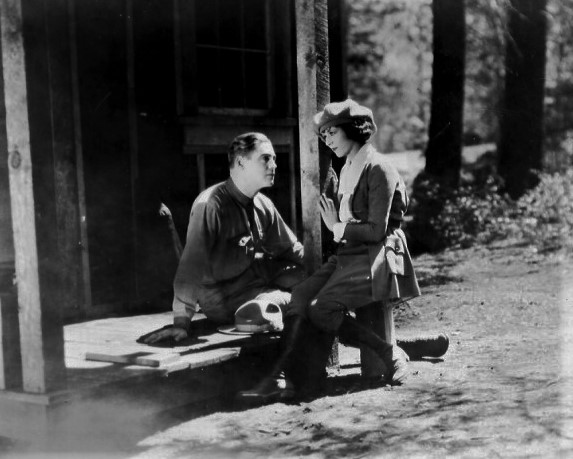
Edward Hearn et Anita Stewart dans une scène du film.

Pour l’article homonyme, voir A Question of Honor (film, 1915).
 A Question of Honor est un film américain réalisé par Edwin Carewe et sorti en 1922.

## Synopsis
Bill Shannon, un ingénieur en charge d'un projet de barrage, se voit offrir un pot-de-vin par Leon Morse, un promoteur de Wall Street qui veut le site du barrage pour son nouveau chemin de fer. Morse arrive sur les lieux avec sa fiancée, Anne Wilmot, et sa sœur. Bill sauve Anne dans un torrent de montagne, elle finit par gagner son affection et adopte sa position concernant le barrage.

## Fiche technique
- Réalisation : Edwin Carewe
- Scénario : Josephine Quirk (en) d'après A Question of Honor de Ruth Cross[1]
- Photographie : Robert Kurrle
- Production : Anita Stewart Productions, Louis B. Mayer Productions
- Distributeur : Associated First National Pictures
- Durée : 70 minutes (7 bobines)[1]
- Date de sortie : 
  - États-Unis : 11 mars 1922

## Distribution
- Anita Stewart : Anne Wilmot
- Edward Hearn : Bill Shannon
- Arthur Stuart Hull : Leon Morse
- Walt Whitman : Sheb
- Bert Sprotte : Charles Burkthaler
- Frank Beal : Stephen Douglas
- Adele Farrington : Mrs. Katherine Wilmot
- Mary Land : Mrs. Elton
- Ed Brady : John Bretton
- Walter Bytell : Parsons